# Tribunal Superior de Justícia de la Regió de Múrcia
El Tribunal Superior de Justícia de la Regió de Múrcia (en castellà: Tribunal Superior de Justicia de la Región de Murcia, abreviat TSJMU) és el màxim òrgan del poder judicial en la comunitat autònoma de Múrcia. Té la seva seu en el Palau de Justícia, a Múrcia.

## Sales
L'alt tribunal de la Regió de Múrcia està integrat per tres sales amb jurisdicció a l'àmbit autonòmic:
- Sala Civil i Penal
- Sala Contenciosa Administrativa
- Sala Social

## Presidència
El president del TSJ és nomenat pel rei d'Espanya per a un període de 5 anys a proposta del Consell General del Poder Judicial.

### Llista de presidents
Informació actualitzada per un bot. Els canvis manuals es perdran quan s'actualitzi!
| Imatge | Titular                                     | Des de | Fins a | Duració (anys) | Gènere  | Lloc de naixement |
| ------ | ------------------------------------------- | ------ | ------ | -------------- | ------- | ----------------- |
|        | Miguel Alfonso Pasqual del Riquelme Herrero | (2015) |        |                | masculí | Múrcia            |
|        | Juan Martínez Moya                          | (2004) | (2015) | 10–11          | masculí | Alquerías         |
|        | Julián Pérez-Templado Jordán                | (1994) | (2004) | 9–10           | masculí | Cieza             |
|        | Francisco Martínez Muñoz                    | (1989) | (1994) | 4–5            | masculí |                   |